# Micromorphus knowltoni
Micromorphus knowltoni är en tvåvingeart som beskrevs av Robinson 1967. Micromorphus knowltoni ingår i släktet Micromorphus och familjen styltflugor.
Artens utbredningsområde är Utah. Inga underarter finns listade i Catalogue of Life.